# Dinotrema clandestinum
Dinotrema clandestinum är en stekelart som beskrevs av Vladimir Ivanovich Tobias 2007. Dinotrema clandestinum ingår i släktet Dinotrema och familjen bracksteklar. Inga underarter finns listade i Catalogue of Life.